# 王晨 (羽毛球運動員)
王晨，MH（1976年6月21日—），上海人，香港女子羽毛球運動員，原中國國家羽毛球隊成員，後移居香港，並代表香港參加國際賽事。個人最高世界排名第1位，曾奪得多哈亞運女子羽毛球單打金牌及七度當選「香港傑出運動員」。現已退役，並擔任香港羽毛球代表隊女子隊教練。

## 羽毛球生涯

### 早期及出道
王晨10歲時進入上海虹口业余体校學習羽毛球，四年後（1990年）首度入選中国国家羽毛球队；1993年回到上海队，1994年又再重返国家队，並在同年贏得全国青少年羽毛球比赛甲组亚军，以及第二届世界青年羽毛球錦標賽女子单打冠军。王晨其後成為国家队的主力选手，與叶钊颖和张宁是同期隊員；曾代表中國出戰在格拉斯哥举行的世界羽毛球錦標賽，並奪得季軍。

### 從國家隊出走
1998年，當時單打排名位列國家隊第三的王晨，竟意外落選該屆優霸盃的出戰名單。總教練李永波後來向她解釋，教練團將比賽名額讓給韩晶娜，是因為她年紀漸長，水準正在下滑，希望她可多拿一項世界冠軍才退役；而王晨則仍然年輕，未來尚有很多機會。王晨無法接受這解釋，於是在1999年毅然退出國家隊，並未有得到中国羽协和上海队的同意下，隻身到澳大利亞去讀書。
2001年，王晨在時任香港队教练郑昱闽的引薦下加入了香港羽毛球代表隊；然而，在到港的初期她受著膝傷及長期生病困擾，加上言語不通，頭一年也沒正式打過比賽，她曾一度想過掛拍，幸得時任港隊教練陳智才的鼓勵，才打消念頭。自2002年下半年開始，王晨的成績慢慢復甦，接連贏得亞洲羽毛球錦標賽、亚运会女單季軍，又在丹麦、新加坡、马来西亚等站的公开赛闖進四强或八强。2003年，她贏得亞洲羽毛球錦標賽冠軍，又在韓國及印尼羽毛球公开赛贏得亞軍，女單世界排名更一度佔據第一位。

### 全運會裁判風波
2005年10月，王晨代表香港出戰江蘇舉行的十運會羽毛球比賽。她在比賽中狀態大勇，第2轮便把中国队的「一姐」谢杏芳淘汰了；又在第3轮比赛苦战3局下击败福建队的国家队小将陈莉。
王晨在半決賽面對解放軍隊的小將蔣燕皎，一開局已取得優勢；然而，裁判卻接連判罚她发球违例和接发球移动违例，使她屢次失去發球權。後來，裁判更把對手一个越出底线达15至20厘米的球判為「界内」；連串的誤判惹來王晨和教練團的不滿，但多次向主裁判投訴均不予受理；她亦在這情況下以0比2（9-11、4-11）敗陣。
一天後，王晨在季軍戰面對上海队的朱琳；但當第一局比賽進行到2比1時，王晨便以「腰伤」提出棄權。賽後，王晨向傳媒表示，她剛上場便高調宣佈退出，是對裁判的抗議；並直指是「有人」不想她拿冠軍，因為她把國家隊的主力選手打敗了；更聲言經過今次事件，以後不會再參加全運會和中國羽協舉辦的賽事。

### 亞運會奪金
2006年12月，王晨代表香港參加在多哈舉行的亞運會羽毛球比賽女子單打項目。她先在準決賽與谢杏芳苦战三局，以2比1（21-17、17-21、21-16）淘汰對手；其後再在決賽以局數2比0（21-14、22-20）擊敗同屬香港代表的葉姵延，奪得首面大型綜合賽事的金牌，踏上個人高峰。王晨並憑著多年來為港隊創造佳績，2007年獲香港特區政府授予榮譽勳章。

### 京奧飲恨
2008年8月，王晨代表香港參加在北京舉行的奧運會羽毛球女子單打比賽，她在賽前已明言這是自己最後一屆參加奧運。位列四號種子的王晨，在首場比賽便輕鬆以2比0（21-7、21-8）擊敗斯洛伐克的選手埃娃·斯拉德科瓦；然而，在16強的賽事卻爆冷以1比2（19-21、21-11、11-21）不敵印度小將塞娜·内维尔，最終飲恨而回。

### 轉職教練
2009年4月，王晨被港隊安排兼任球員及教練兩職，為退役鋪路；同年11月，她在東亞運動會羽毛球比賽完結後宣布退役；並於2010年4月正式接替何一鳴出任香港女子羽毛球隊的教練。
2014年3月1日，王晨正式從羽毛球世界聯會註冊退役。

## 主要比賽成績
只列出曾進入準決賽的國際賽事成績：
| 年份   | 賽事                     | 公開賽級別 | 項目     | 成績   |
| ------ | ------------------------ | ---------- | -------- | ------ |
| 2001年 | 世界羽毛球大獎賽總決賽   | 其他       | 女子單打 | 準決賽 |
| 2001年 | 亞洲羽毛球錦標賽         | 其他       | 女子單打 | 銀牌   |
| 2002年 | 亞洲羽毛球錦標賽         | 其他       | 女子單打 | 銅牌   |
| 2003年 | 亞洲羽毛球錦標賽         | 其他       | 女子單打 | 金牌   |
| 2004年 | 亞洲羽毛球錦標賽         | 其他       | 女子單打 | 銀牌   |
| 2004年 | 中國羽毛球公開賽         | 不適用     | 女子單打 | 亞軍   |
| 2005年 | 亞洲羽毛球錦標賽         | 其他       | 女子單打 | 金牌   |
| 2005年 | 香港羽毛球公開賽         | 不適用     | 女子單打 | 準決賽 |
| 2006年 | 中國羽毛球大師賽         | 不適用     | 女子單打 | 準決賽 |
| 2006年 | 亞洲羽毛球錦標賽         | 其他       | 女子單打 | 金牌   |
| 2006年 | 中華台北羽球公開賽       | 不適用     | 女子單打 | 準決賽 |
| 2006年 | 日本羽毛球公開賽         | 不適用     | 女子單打 | 準決賽 |
| 2006年 | 亞洲運動會羽毛球比賽     | 其他       | 女子單打 | 金牌   |
| 2007年 | 亞洲羽毛球錦標賽         | 其他       | 女子單打 | 銅牌   |
| 2007年 | 印尼羽毛球超級賽         | 超級賽     | 女子單打 | 冠軍   |
| 2007年 | 中華台北羽毛球黃金大獎賽 | 黃金大獎賽 | 女子單打 | 冠軍   |
| 2007年 | 丹麥羽毛球超級賽         | 超級賽     | 女子單打 | 準決賽 |
| 2008年 | 亞洲羽毛球錦標賽         | 其他       | 女子單打 | 銅牌   |
| 2008年 | 泰國羽毛球黃金大獎賽     | 黃金大獎賽 | 女子單打 | 準決賽 |
| 2008年 | 香港羽毛球超級賽         | 超級賽     | 女子單打 | 冠軍   |
| 2008年 | 世界羽聯超級系列賽總決賽 | 超級賽     | 女子單打 | 亞軍   |
| 2009年 | 馬來西亞羽毛球超級賽     | 超級賽     | 女子單打 | 準決賽 |
| 2009年 | 韓國羽毛球超級賽         | 超級賽     | 女子單打 | 準決賽 |
| 2009年 | 澳門羽毛球黃金大獎賽     | 黃金大獎賽 | 女子單打 | 準決賽 |

| 2007-2017年 | 首要超級賽 | 超級賽 | 黃金大獎賽 | 大獎賽 | 國際挑戰賽 | 國際系列賽 | 未來系列賽 | 其他 |

### 奧運會和世錦賽參賽紀錄
|          | 2001 | 2003 | 2004 | 2005 | 2006 | 2007 | 2008 | 2009 |
| -------- | ---- | ---- | ---- | ---- | ---- | ---- | ---- | ---- |
| 女子單打 | 16強 | 8強  | 8強  | 8強  | 16強 | 銀牌 | 16強 | 16強 |

## 主要對賽紀錄
王晨與主要對手的對賽成績如下（只列出對賽五次或以上對手）：

| 對手   | 對賽次數 | 對賽結果 | 對賽結果 | 總計 |
| 對手   | 對賽次數 | 勝       | 負       | 總計 |
| ------ | -------- | -------- | -------- | ---- |
| 张宁   | 17       | 3        | 14       | -11  |
| 龚睿那 | 10       | 3        | 7        | -4   |
| 蔣燕皎 | 8        | 3        | 5        | -2   |
| / 周蜜 | 8        | 3        | 5        | -3   |
| 谢杏芳 | 7        | 1        | 6        | -5   |
| 卢兰   | 7        | 1        | 6        | -5   |
| 朱琳   | 6        | 3        | 3        | 0    |
| 戴韫   | 5        | 4        | 1        | +3   |
| 王琳   | 5        | 4        | 1        | +3   |

| 對手              | 對賽次數 | 對賽結果 | 對賽結果 | 總計 |
| 對手              | 對賽次數 | 勝       | 負       | 總計 |
| ----------------- | -------- | -------- | -------- | ---- |
| 張海麗            | 10       | 5        | 5        | 0    |
| 蒂内·鲍恩         | 10       | 5        | 5        | 0    |
| 全在娟            | 10       | 5        | 5        | 0    |
| 卡米拉·马尔廷     | 10       | 3        | 7        | -4   |
| 鄭韶婕            | 9        | 8        | 1        | +7   |
| 皮红艳            | 9        | 7        | 2        | +5   |
| 森加織            | 8        | 7        | 1        | +6   |
| 茱蒂·梅伦迪克     | 6        | 4        | 2        | +2   |
| 米倉加奈子        | 6        | 6        | 0        | +6   |
| 佩蒂娅·内德尔奇娃 | 5        | 5        | 0        | +5   |
| 徐潤熙            | 5        | 3        | 2        | +1   |

## 個人生活
王晨的丈夫為前中國羽毛球國手郑昱闽，郑的胞姐郑昱鲤及胞弟郑昱申也曾是中國國家羽毛球隊成員。王郑二人早在2002年已在香港註冊結婚，但因王晨每年也要四出參加国际比赛，他們的婚禮直到2006年底亞運會結束後才能舉行。

## 榮譽
- 香港特區政府嘉獎

榮譽勳章（MH）（2007年）
- 香港傑出運動員選舉

「香港傑出運動員」（2002年、2003年、2004年、2005年、2006年、2007年、2008年 - 共7次當選）

## 外部連結
- 中國香港體育協會暨奧林匹克委員會 運動員資料 - 王晨